# Пуэбло-Нуэво-Солистауакан
Пуэбло-Нуэво-Солистауака́н (исп. Pueblo Nuevo Solistahuacán) — посёлок в Мексике, штат Чьяпас, входит в состав одноимённого муниципалитета и является его административным центром. Численность населения, по данным переписи 2020 года, составила 12 805 человек.

## Общие сведения
Название посёлка составное: Pueblo Nuevo с испанского — новое поселение, а Solistahuacán с языка науатль можно перевести как — место тех, у кого есть оружие из кремния
Поселение было основано в доиспанский период народом соке.
В 1528 году регион был завоёван конкистадорами под командованием капитана Диего де Масарьегоса.
5 мая 1909 года в поселении была открыта центральная улица.
В 1999—2001 годах было возведено современное здание администрации.